# Albalat dels Sorells (kommunhuvudort)
Albalat dels Sorells är en kommunhuvudort i Spanien.   Den ligger i provinsen Província de València och regionen Valencia, i den östra delen av landet, 300 km öster om huvudstaden Madrid. Albalat dels Sorells ligger 18 meter över havet och antalet invånare är 3 493.
Terrängen runt Albalat dels Sorells är platt. Havet är nära Albalat dels Sorells åt sydost.Runt Albalat dels Sorells är det mycket tätbefolkat, med 5 021 invånare per kvadratkilometer. Närmaste större samhälle är Valencia, 7,4 km söder om Albalat dels Sorells. Runt Albalat dels Sorells är det i huvudsak tätbebyggt.